# Antigua Maravillas
Antigua Maravillas är en ort i Mexiko.   Den ligger i kommunen La Concordia och delstaten Chiapas, i den sydöstra delen av landet, 800 km sydost om huvudstaden Mexico City. Antigua Maravillas ligger 598 meter över havet och antalet invånare är 130.
Terrängen runt Antigua Maravillas är kuperad åt sydväst, men åt nordost är den platt. Runt Antigua Maravillas är det ganska glesbefolkat, med 24 invånare per kvadratkilometer. Närmaste större samhälle är Grecia, 13,9 km söder om Antigua Maravillas. I omgivningarna runt Antigua Maravillas växer huvudsakligen savannskog.